# Aegithalos niveogularis
Aegithalos niveogularis е вид птица от семейство Aegithalidae. Видът е незастрашен от изчезване.

## Разпространение
Разпространен е в Индия, Непал и Пакистан.